# Der Komet oder Nikolaus Marggraf

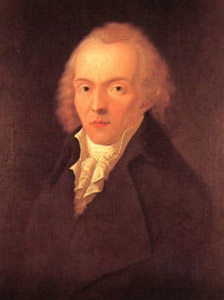
Jean Paul um 1797
- 1763 † 1825

Der Komet oder Nikolaus Marggraf ist der letzte Roman von Jean Paul. Er entstand ab 1811 und erschien von 1820 bis 1822 bei Georg Reimer in Berlin. Das Werk blieb Fragment. Der Autor habe „keine Kraft mehr zum Komischen“ gehabt.

## Inhalt
Die „marggrafsche Geschichte“ von der „Selberkrönung“ eines reich gewordenen Bürgers fällt in die Jahre „1789 und 90“.
Der Fürstapotheker Nikolaus Marggraf
Das Städtchen Rom liegt in der Markgrafschaft Hohengeis am Rande von Kleindeutschland. Henoch Elias Marggraf betreibt in Rom eine Apotheke. Als Henoch im Gefolge des Erbprinzen von Hohengeis in einen Badeort reist, begegnet er dort der schönen italienischen Sängerin Margaretha. Henoch hält mit Erfolg um die Hand der Dame an. Das Paar wird noch in dem Badeort getraut. Knapp neun Monate nach der Hochzeit kommt Nikolaus zur Welt. In den vier Ehejahren schenkt Margaretha dem Apotheker noch drei Töchter. Argwöhnisch vergleicht Henoch die Gesichter seiner Töchter mit dem des Jungen. Soll Nikolaus wirklich der leibliche Sohn sein? Das Kind ist mit einer „Blatternase“ und mit einer „Art Heiligenschein um seinen Kopf“ stigmatisiert. Margaretha stirbt nach der Geburt des vierten Kindes. Als Katholikin beichtet sie auf dem Sterbebett einem Franziskanermönch, den Sohn habe sie von einem katholischen weltlichen Fürsten empfangen. Henoch lauscht nebenan verzückt und verzeiht hernach der Sterbenden großmütig: Ein Fürst soll in seiner Familie heranwachsen!
Der Apotheker schickt den 18-jährigen Sohn 1781 auf die Leipziger Universität. Ein künftiger Fürst muss sich schon die entsprechende Bildung aneignen. Mit dem Fürstentitel wird es aber nichts. Nikolaus bleibt Bürger, denn der fürstliche Vater ist über den Roman hinweg unauffindbar. So kehrt Nikolaus aus Leipzig nach Rom heim und übernimmt die Apotheke des inzwischen verstorbenen Vaters. Nach manchem fehlgeschlagenen Experiment gelingt dem jungen Apotheker, der nebenbei als „Alchemiker“ forscht, der große Wurf. Aus seinem „chemischen Brütofen“ zieht er ein Gebäck, das ihn wirklich reich macht: Künstliche Diamanten. Einer davon wiegt sieben Karat schwerer als der Regent. Vom Verkauf der Edelsteine finanziert Nikolaus seine großartige Reise, die er nach der Residenz Lukas-Stadt „im strengsten Inkognito“ unternimmt. Der junge Apotheker ist auf der „heiligen Wallfahrt zu“ der Prinzessin Amanda, einer „himmlischen Gestalt“, der er früher einmal begegnet ist, und natürlich auf der Suche nach seinem fürstlichen Vater. Von der liebreizenden Amanda führt der Fürstapotheker eine Wachsbüste mit, die er früher im jugendlichen Überschwang einmal entwendet hat. Unterwegs kommt Nikolaus auf den wahrhaft fürstlichen Gedanken, sogleich den Antritt seiner Regierung und Reise mit der Anlegung einer Stadt zu bezeichnen. Bei der Namensgebung schwankt man zwischen Niklasruh und Nikolopolis. Nikolopolis wird bei Liebenau erbaut. Liebenau wird über Gschwend, Wölfis, Trebsen, Hohenfehra, Niederfehra, Sabitz, Zabitz, Fürberg, Scheitweiler und Strahlau erreicht. Bei der Einreise des „Fürsten“ in Lukas-Stadt kommt das Gefolge (s. u.) nicht in Verlegenheit, als der Apotheker polizeilich angemeldet werden muss. Weil Nikolaus der Name des fürstlichen Vaters unbekannt ist, nennt er sich einfach Graf von Hacencoppen. Die Polizei macht für eine „starke Vorausbezahlung“ den Schwindel lachend mit. Nikolaus lässt sich nur noch mit „gnädigster Graf!“ ansprechen, nicht wie zuvor mit „Durchlaucht“.
Über die Prinzessin in der Residenz Lukas-Stadt will Hacencoppen Kontakt zu der geliebten Amanda aufnehmen. Dabei stellt er sich so ungeschickt an, bzw. wird von seinem „Hofstaat“ derart an der Nase herumgeführt, dass der Lukas-Städter Fürst dem Freund Hacencoppens, einem gewissen Worble (s. u.), ausrichten lässt, der Herr Graf Hasencoppen möge seinem Hofe künftig nicht mehr nahe kommen. Ein weiteres beunruhigendes Ereignis ist die Bedrohung Hacencoppens durch einen seltsamen Mann, der ganz in Leder gekleidet ist. Der Lederne nennt sich Fürst der Welt. Unheimlich – Hacencoppen lässt Wachen vor seinem Logis gegen den Ledermann postieren. Zu einer Begegnung kommt es schließlich doch. Dabei zeigt der Ledermann seine gekrümmten Haarhörner und die vom Zorn oder vom Gehen gerötete Schlange auf der Stirn. Der Lederne, dieser Kain, wird von Worble, der als Magnetiseur auftritt, entmagnetisiert und somit besänftigt. Wider Erwarten fällt das Romanende versöhnlich aus. Der Lederne äußert plötzlich mit sanfter Stimme: „Und ich liebe nun die ganze Welt.“
Der „fürstliche“ Hofstaat
Die „Krontruppe“ des „freude- und reisedurstigen“ Apothekers besteht zumeist aus romischen (nicht römischen!) Bürgern. Nikolaus spricht diese mit „Liebe Getreue!“ an:
- Libette, eine der drei Schwestern des Apothekers, darf die Reise als Hofnärrin mitmachen. In dieser Eigenschaft spricht sie eine Grundwahrheit über ihren Bruder offen vor dem „Hofstaate“ aus, nämlich, „daß er [ihr Bruder, der Apotheker Nikolaus] sich wirklich für einen Fürsten hält.“[12] Der lebenstüchtigen Schwester treten Tränen in die Augen über das gute Herz und den kranken Kopf des Bruders.
- Ebenso sind alle anderen im Gefolge ganz normale Bürger – so auch der zum Hofprediger avancierte listige Zuchthausprediger Süptitz. Der Geistliche pflichtet Libette im Grunde bei, wenn er die allgemeine Meinung artikuliert: „ihn [den ‚Fürsten‘] reisen und gewähren lassen“.[13]
- Der „Freimäuerer“ Peter Worble, Schulfreund des Apothekers, Sohn eines „dürren Friseurs“, verschafft Nikolaus in Erfurt den „medizinischen Doktorhut“.[14] Worble wird „Unserer Reisemarschall“ und ist genau so gerissen wie der „Hofprediger“. Bei all dem erweist sich Worble stets als treuer Freund des „lebendigen Demantbruchs“, den er „Ihro Durchlaucht“ tituliert.
- Der Schächter und Sänger Hoseas, der Hofstallmaler Renovanz als Hofmaler und ein Apothekergehilfe, der Stößer Stoß als Leibpage – allesamt aus Rom – bekleiden weitere gut dotierte Positionen am Hofe des Fürstapothekers.

Doch auch Ortsfremde, das sind Nichtromer, werden in das Gefolge des falschen Fürsten aufgenommen. Zum Beispiel der „ehrliche“ Kandidat Richter aus Hof im Voigtlande wird als Wetterprophet bestellt. Richter ist Jean Paul persönlich, der von der Welt geschätzte Autor des Hesperus und des Titan. Zusammen mit Worble und Süptitz gehört Jean Paul zu den Gelehrten des Grafen von Hasenkopf. Ein Hornist, der aus einem Wäldchen heraus bläst, wird Leibwaldhornist.

## Zitate
- Nicht den Dichter acht' ich am meisten, welcher im Unglück, sondern jenen, der im Glück und in der Muße treu der Muse bleibt.[15]
- Das Lieben ist ja das einzige oder Beste, was der Mensch sich nicht einbildet.[16]

## Selbstzeugnisse
Jean Paul in der Vorrede zu dem Roman
- Gerade im politisch-bösen Jahre 1811, da in mir der „Komet Nikolaus Marggraf“ aufging, entwarf ich den Plan zu einem großen Romane, welchen ich auf dem Titel „mein letztes komisches Werk“ nennen wollte, weil ich darin mich mit der komischen Muse einmal in meinem Leben ganz auszutanzen vorhatte.[17]
- Noch ist über den Titel „Komet“ zu erinnern, daß bei diesem Namen des Buchs niemand zu Gevatter gestanden als dessen Held Marggraf selber mit seiner Natur … seine Ähnlichkeit mit einem Kometen …, der bekanntlich sich im Himmel unmäßig bald vergrößert, bald verkleinert – sich ebenso stark bald erhitzt, bald erkältet – der auf seiner Bahn oft geradezu der Bahn der Wandelsterne zuwiderläuft, ja imstande ist, von Mitternacht nach Mittag zu gehen.[18]
- Jean Paul habe sich selbst vorgeworfen: „Zu viel Gespräche, zu wenig Handlung.“[19]

## Form
Der Ich-Erzähler bezeichnet seinen Roman als Kunstwerk, als „komisches Werk“, spricht von „dieser Fürstengeschichte, wenn nicht Fürstenspiegel“. An die Sprache Jean Pauls muss sich der Leser erst gewöhnen. Zum Beispiel „Aber der Klub schüttelte Nein.“ ist noch ein ziemlich einfacher von jenen zahllosen ungewöhnlichen Sätzen. Der Erzähler erklärt seine Fremdwörter: „perpetua mobilia (Selbstbewegmaschinen)“, „Nutritor (Ernährer)“, „inspissiert (eingedickt)“, „Steingelehrter (Litholog)“ oder auch „Nosce-te-ipsum (Erkenne dich selber und dein Nest)“.
Um den Leser bei der Stange zu halten, wird ab und zu das nächste Kapitel angepriesen.
Bedeutsames hebt der sonst immer gesprächige Erzähler durch sehr kurze Kapitel hervor. Das siebte Kapitel beispielsweise besteht aus einem einzigen Satz: Ein echter Diamant war im chemischen Ofen fertig geworden und funkelte umher; damit kann schon ein siebentes Kapitel beschließen, das zehntausend neue beginnt.

## Interpretationen
- Wolfskehl[31] bedauert 1927, den Protagonisten im Komet fehle das „innere Königtum“ und die „gotthafte Sicherheit“ der „Jünglinge“ aus den früheren Romanen Jean Pauls. Für Robert Minder[32] (1963) ist der Roman von „Flaubertscher Desillusion“ durchdrungen.
- Nikolaus ist ein Don Quichotte.[33]
- Zwar ist „Fürst“ Nikolaus ein Tor, doch ist er auch ein Mensch, gütiger als die Herren in seinem Gefolge.[34]
- Der Ledermensch, der sich für Kain halte, sei neben Nikolaus der zweite Wahnsinnige in dem Buch.[35] Kain, der Lederne, hasse die eitlen und liebe die hilflosen Menschen.[36] Aus der Tollheit des Ledermenschen, eines Kainiten,[37] sprächen die Leiden der Zeit.[38] Die „Lederrüstung“ sei auch Synonym für das Eingesperrtsein des Menschen in seinen Körper. Jean Paul artikuliere mit dieser Gestalt seine „Erlösungssehnsucht“.[39]
- Kleinstaaterei: Der Komet, ein Fragment geblieben, sollte eine „Parodie des Zeitalters der Restauration werden“. Gleichzeitig parodiere Jean Paul das eigene Lebensgefühl.[40] Der Autor soll geäußert haben, der Roman wäre die eigene Geschichte.[41]
- Das „Rom“ im Kometen spiegele auch Autobiographie.[42]
- Ein früher Titelentwurf laute „Tausendundeine Narrheit“.[43]